# 陳咸慶
陳咸慶（?—?），字采卿。江蘇省揚州府儀徵縣人，居扬州糙米巷。清朝政治人物、進士出身。
陈氏家族为书香世家，“一门四进士，父子两传胪”。祖父陈嘉树（号仲云，1781年—1841）为道光二十四年（1844）进士、传胪；生父陈韨（字象衡），咸丰六年（1856）进士；叔父陈彝（字六舟，1827—1890），清同治元年（1862）进士、传胪。陈咸庆过继给陈韨的大哥陈辂为子。
光緒九年（1883年），陈咸庆参加癸未科殿試，登進士二甲50名。同年五月，著以主事分部学习。